# He's Your Dog, Charlie Brown
He's Your Dog, Charlie Brown (en español Es tu perro, Charlie Brown) es el quinto especial animado en horario prime-time basado en el popular cómic diario Peanuts, de Charles M. Schulz. Se estrenó el 14 de febrero de 1968 por la CBS. Fue el último especial que contó con la mayoría del elenco de voces original del primer especial de Peanuts, A Charlie Brown Christmas.

## Sinopsis
Snoopy se está empezando a portar mal con los chicos, y ellos le exigen a Charlie Brown que haga algo porque es su perro. Él decide que lo enviará a un curso de obediencia en la Granja para Animales Daisy Hill (Daisy Hill Puppy Farm). Aunque Snoopy trata de salvarse, Charlie Brown le dice que es por su bien. A continuación, llama a Peppermint Patty para ver si ella puede alojar a Snoopy por una noche, ya que va a pie y el viaje es muy largo como para hacerlo en un solo día. Ella acepta. Al otro día, Snoopy empaca sus cosas y emprende el viaje.
Cuándo Snoopy llega a casa de Peppermint Patty, ella le da un plato de cereal, y Snoopy lo engulle como un perro, porque lo es, aunque Patty cree que él es "el chico de aspecto gracioso y nariz grande". Snoopy ve esto como una oportunidad de salvarse de la escuela de obediencia, y decide quedarse. Esto irrita a Peppermint Patty, que tiene que limpiar todo el desastre de Snoopy y servirlo, mientras él disfruta de la piscina.
Una semana después, Charlie Brown recibe una llamada de la Granja Daisy Hill, en la que dicen que el nunca llegó. Pronto sabe que Snoopy estuvo viviendo una semana en la casa de Peppermint Patty, y, con la esperanza de llevárselo a casa, lleva con él una correa. Al llegar a la casa de Patty, lo atrapa con la correa y se lo lleva. Pero el, ya en camino a casa, se escapa y vuelve a casa de Peppermint Patty. Sin embargo, en vez de llevar la misma vida fácil, ella termina volviendo a Snoopy un sirviente. Más tarde, los chicos comentan que el equipo no tiene el mismo empuje de siempre sin Snoopy, y Charlie Brown va a la casa de Peppermint Patty para llevarlo con él. Sin embargo, al ver que su dueño trae la correa, Snoopy la rompe y se niega a irse.
Mientras lava los platos, Snoopy se enfurece y rompe gran parte de ellos. Peppermint Patty, además de hacerle limpiar el desastre, lo manda a dormir al garage como castigo. Esa noche en el garage, Snoopy se da cuenta de que es mejor estar con Charlie Brown, y se escapa de la casa de Peppermint Patty y vuelve a la suya. Charlie Brown le da la bienvenida de vuelta muy alegre, y espera que los chicos lo reciban igual. Al otro día, luego de jugar con Linus y hacerlo salir volando, y darle besos y lamidas a Lucy (quién se enoja mucho); Snoopy regresa a acostarse en el techo de su perrera, contento de saber que está de vuelta en casa. 

## Reparto
| Personaje        | Actor de Voz Original | Actor de redoblaje (Latinoamérica) |
| ---------------- | --------------------- | ---------------------------------- |
| Charlie Brown    | Peter Robbins         | José Manuel Vieira                 |
| Peppermint Patty | Gai DeFaria           | María Teresa Hernández             |
| Linus            | Chris Shea            | Maythe Guedes                      |
| Lucy             | Sally Dryer           | Lilo Schmid                        |
| Schroeder        | Glenn Mendelson       | Sergio Sáez                        |
| Patty            | Lisa DeFaria          | María Teresa Hernández             |
| Violet Gray      | Ann Altieri           | Irina Indigo                       |
| Snoopy           | Bill Melendez         | Bill Melendez                      |

- El redoblaje venezolano fue hecho para el programa-paquete Estás en Nickelodeon, Charlie Brown a fines de los 90s; El doblaje original (hecho en México a fines de los 60) está fuera de circulación.

## Distribución y lanzamiento

### Lanzamiento en VHS
El 20 de septiembre de 1988 el especial es lanzado en VHS por Video Treasures. Probablemente este sea el primer lanzamiento en formato casero del especial. 
He's Your Dog... fue lanzado como parte del VHS Snoopy Double Feature Vol. 2 el 11 de marzo de 1997, junto con It's Flashbeagle, Charlie Brown, bajo el sello de Paramount Video Entertainment.

### Lanzamiento en DVD
El primer lanzamiento del especial en DVD fue el 7 de julio de 2009, en edición remasterizada formando parte del boxset Peanuts 1960's Collection, bajo el sello de Warner Home Video. 
El especial también tuvo su propio DVD, lanzado el 21 de septiembre de 2010, que tiene como bonus el especial Life Is a Circus, Charlie Brown. Este DVD también fue editado por Warner.